# Thomas Cavendish
Thomas Cavendish [tomas khevndiš] byl anglický korzár a objevitel zvaný "Navigátor". Pocházel z významného šlechtického rodu Cavendishů a patřil ke vzdálenému příbuzenstvu pozdějších vévodů z Devonshire. Byl první, kdo se pokusil soupeřit s Francisem Drakem, podnikat nájezdy na španělská města a lodě v Tichém oceánu a vrátit se obeplutím zeměkoule. Jeho první pokus obeplutí země ho udělal slavným a bohatým z kořisti španělského zlata a hedvábí z Tichého oceánu a Filipín. Největší část zlata pocházela ze španělské lodi Santa Ana. Po návratu byl pasován na rytíře Alžbětou I. Později se vydal ještě na jednu loupežnou cestu kolem zeměkoule, která však vyústila v jeho smrt v 31 letech.

## Život
Thomas Cavendish se narodil v roce 1560 v Trimley St. Martin (Suffolk). Jeho otcem byl William Cavendish, po němž Thomas ve 12 letech zdědil veliký majetek. Stal se členem parlamentu a dva roky studoval na Univerzitě v Cambridgi, avšak studium nedokončil.

### První cesta kolem světa
V červenci roku 1586 byly Španělsko a Anglie ve válce a Anglii hrozila invaze Španělské armady. Cavendish se rozhodl sledovat Sira Francise Draka v jeho cestě za rabováním španělských vesnic
a obeplutí země. Poté, co Cavendish dostal povolení k těmto nájezdům, postavil si 120 tunovou plachetnici s 18 kanóny jménem Desire, dále se k němu připojily lodě Content a Hugh Gallant. 21. července vyplul z města Plymouth a plul do Jižní Ameriky kde objevil Port Desire (dnes Puerto Deseado) a ostrov Svatá Helena. Zastavil se v blízkosti dnešního Punta Arenas, proplul Magalhãesovým průlivem a zajal nebo potopil 9 španělských lodí. Plul na sever podél pobřeží Chile, přepadal španělské osady a lodě a u pobřeží Kalifornie získal největší kořist, 600 tunovou loď Santa Ana. Musel potopit loď Hugh Galant, aby její námořníci nahradili úbytek mužstva nemocemi a hladem. Potom zamířil k Filipínám, proplul kolem Mysu Dobré naděje odkud plul do výchozího bodu své výpravy, do Plymouthu, kam dorazil 10. září 1588 s jedinou lodí Desire. Ze 123 mužů, s nimiž vyplul, se vrátil se 48, jeho návrat byl přesto triumfální.

### Druhá a poslední cesta
Na svoji druhou cestu se Thomas Cavendish vydal v roce 1591. Z Magalhãesova průlivu se vrátil a plul podél pobřeží Brazílie, kde vyloupil města Santos a Sao Paulo, a na zpáteční cestě přes Atlantik zemřel. Jeho navigátor John Davis se zbytkem mužstva se vrátili do Anglie.